# Ochuzený uran

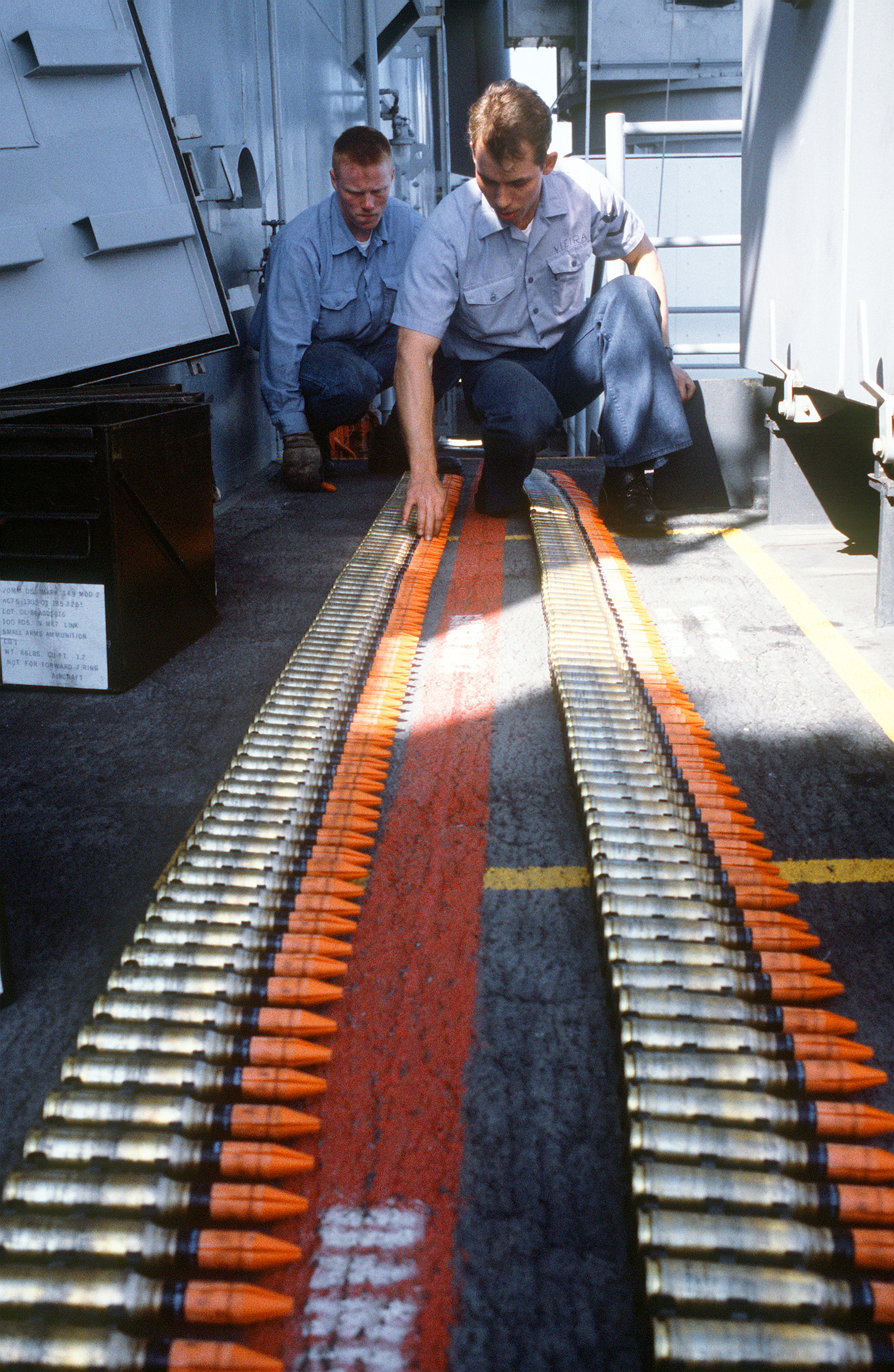
Munice Mark 149 Mod 2 20mm pro Phalanx CIWS na palubě USS Missouri.

Ochuzený uran (angl. depleted uranium, řidčeji tulalloy) je uran s obsahem radioaktivního izotopu 235U v množství 0,23 %. Přídomek „ochuzený“ získal proto, že byl oproti přírodnímu uranu s podílem 0,7 % 235U zbaven podstatné části tohoto izotopu ve prospěch obohaceného uranu. Ochuzený uran má nejaderné využití v civilním i vojenském sektoru.

## Vlastnosti
Oproti přírodnímu či obohacenému uranu se liší pouze v poměru jednotlivých izotopů, z čehož plyne, že po chemické stránce je prakticky nerozlišitelný od jiných typů uranu. Z fyzikálních vlastností se od nich odlišuje hlavně výrazně nižší radioaktivitou.
Ve většině jeho aplikací se využívá jeho velmi vysoká hustota (19 050 kg/m3), jen nepatrně nižší než hustota zlata či wolframu a o 16 % nižší než hustota osmia a iridia, prvků s nejvyšší hustotou za normálních podmínek. Mezi velmi těžkými materiály je ochuzený uran velmi levný, protože vlastně jde jen o odpad produkce obohaceného uranu (při výrobě 1 kg uranu obohaceného na 5 %, tj. využitelného v energetice, vznikne 10,8 kg ochuzeného uranu).[zdroj?]

## Získávání
Ochuzený uran je odpadní produkt v procesu obohacování přírodního uranu na použití v jaderných reaktorech a v jaderných zbraních. 

## Zásoby
| Stát                                  | Organizace                | Odhadované zásoby (tuny) | Údaje |
| ------------------------------------- | ------------------------- | ------------------------ | ----- |
| USA                                   | DOE                       | 480 000                  | 2002  |
| Rusko                                 | FAEA                      | 460 000                  | 1996  |
| Francie                               | Areva                     | 190 000                  | 2001  |
| Spojené království                    | BNFL                      | 30 000                   | 2001  |
| Německo Nizozemsko Spojené království | URENCO                    | 16 000                   | 1999  |
| Japonsko                              | JNFL                      | 10 000                   | 2001  |
| Čína                                  | CNNC                      | 2 000                    | 2000  |
| Jižní Korea                           | KAERI                     | 200                      | 2002  |
| Jižní Afrika                          | NECSA                     | 73                       | 2001  |
| Singapur                              | DSO National Laboratories | 60                       | 2007  |
| Celkem                                |                           | 1 188 273                | 2002  |

Zdroj: WISE Uranium Project

## Využití
Ochuzený uran je pro svou vysokou hustotu využíván všude tam, kde je žádoucí vysoká hmotnost (vyvážení, nutnost dosáhnout vysoké kinetické energie při malém objemu).

### Vojenské využití

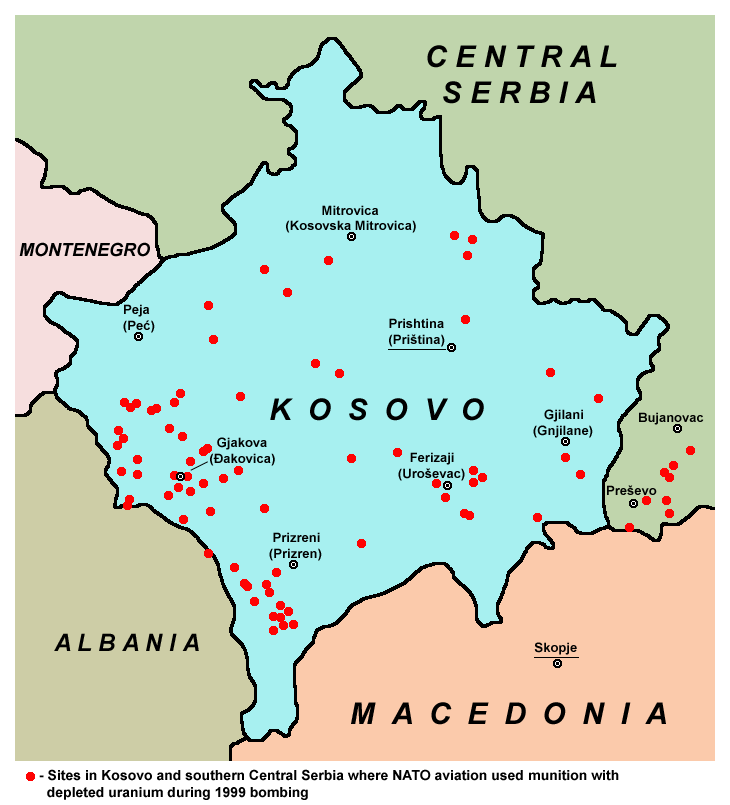
Místa v Kosovu a jihu Srbska kde letectva NATO v Kosovské válce ochuzený uran použila.

Díky vysoké hustotě může mít projektil z ochuzeného uranu dané hmotnosti menší průměr než ekvivalentní olověný projektil, s menším aerodynamickým odporem a hlubší penetrací kvůli vyššímu tlaku v bodě nárazu.
Ochuzený uran se proto využívá pro výrobu protipancéřových projektilů (tzv. šípové, přesněji podkaliberní střely – průměr střely je menší než průměr hlavně, ze které je vystřelena). Působí zde sice především vysoká kinetická energie střely, účinek však zesiluje i to, že projektily z ochuzeného uranu jsou ze své podstaty zápalné. Při kontaktu s cílem se stávají samozápalnými, což zvyšuje ničivý účinek uvnitř obrněného prostoru. Střely z ochuzeného uranu též mají výhodnější mezní úhel, pod kterým po zásahu do opancéřovaného cíle pronikne a neodrazí se od něj.
Tankový pancíř
Ochuzený uran lze použít také v pancéřování tanků, vložením mezi ocelové pancéřové plechy. Například některé novější tanky M1A1 a M1A2 Abrams, postavené po roce 1998, mají integrované moduly z ochuzeného uranu jako součást pancéřování v přední části trupu a přední části věže.

#### Nasazení zbraní a munice z ochuzeného uranu v konkrétních konfliktech
Střely z ochuzeného uranu byly použity spojenci v první válce v Iráku v roce 1991, v Kosovu v roce 1999, pravděpodobně rovněž v Afghánistánu v roce 2001 a od března 2003 i v Iráku během operace Irácká svoboda, kdy bylo podle irácké ministryně zdravotnictví Nermin Othman bombardováním kontaminováno přes 350 míst. Jen Američané vypálili milion těchto střel, mnohé z nich v obydlených oblastech a proti neobrněným cílům.
Podle bývalé kongresmanky a nezávislé pozorovatelky Cynthie McKinneyové i jiných zdrojů ochuzený uran používala vojska NATO během občanské války v Libyi.
V listopadu 2015 provedla americká letadla A-10 ve východní Sýrii dva nálety zaměřené na zničení obchodu Islámského státu s ropou. Magazínu Foreign Policy Američané později potvrdili, že při těchto útocích použili munici z ochuzeného uranu. Při dvou náletech na cisterny džihádistů vypálili 6 320 střel, z toho 5 265 z ochuzeného uranu.

### Využití mimo vojenství

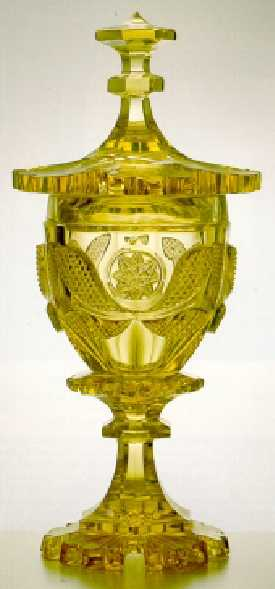
Karafa ze skla barveného uranem

- Ochuzený uran se používá často i na vyvážení v leteckém průmyslu a jako vhodná ochrana před rentgenovým zářením v nemocnicích, jakož i na výrobu kontejnerů k transportu radioaktivních zdrojů. Hlavní příčinou, proč se ochuzený uran jako kov používá, je jeho vysoká hustota.
- Ve starším, ale ještě používaném Boeingu 747 je používán jako vyrovnávací závaží na zádi. Uvádí se, že bylo vyrobeno kolem 600 exemplářů tohoto modelu obsahujícího ochuzený uran, přičemž jednotlivé exempláře obsahují 400 – 600 kg ochuzeného uranu (jiný pramen uvádí dokonce 400 – 1500 kg). Podobným způsoben je využíván rovněž v amerických letadlech McDonnell Douglas DC-10. Jako zátěž je využíván rovněž v plachetnicích, rotorech gyroskopů, ropných vrtných soupravách, údajně dokonce i ve vozech Formule 1. Ochuzený uran může být použit rovněž jako stínění před radioaktivitou.
- Sloučeniny hexahydrát diurananu sodného (Na2U2O7·6H2O) a hexahydrát diurananu draselného (K2U2O7·6H2O) se dosud označují jako uranová žluť používající se k barvení skla, glazur a porcelánu (barví na žluto až žlutozeleno, přičemž fluoreskuje). Zřejmě se jím však dá barvit i oranžově až rudě. Míra tohoto použití se však v minulosti výrazně snížila. V Česku jsou podle Státního úřadu pro jadernou bezpečnost (SÚJB) 2 výrobci skla barveného uranem, podle[6] je v Česku vyráběné sklo zdravotně zcela neškodné i při silně konzervativním přístupu hodnocení zdravotního rizika.
- Ve fotografii se sloučenin (solí) uranu (např. UO2(NO3)2 – dusičnan uranylu) používá k zesilování negativů, do tónovacích lázní, zesilovač světlotisku. Kvůli chemické toxicitě se dusičnan uranylu používá pro experimentální vyvolání patologického stavu ledvin u pokusných zvířat.
- Octan uranylu UO2(C2H3O2)2·2H2O, NaUO2(C2H3O2) a diuranan amonný (NH4)2U2O7 mají význam v analytické chemii.
- Uran s obsahem karbidu je vhodným katalyzátorem pro syntézu amoniaku Haberovým způsobem.

## Účinky na zdraví
Škodlivé účinky lze rozdělit na důsledky ozáření a chemickou toxicitu.
Rakovina plic představuje hlavní riziko v důsledku ozáření, ovšem podle Světové zdravotnické organizace (WHO) by pro vyvolání rakoviny plic bylo nutné vdechnout velké množství uranového prachu. U jiných typů rakoviny je riziko ještě mnohem menší.
Podle listu The Independent byla úroveň dětské úmrtnosti, rakoviny a leukémie ve městě Fallúdža vyšší, než v Hirošimě po shození atomové bomby. Podle neoficiálních zpráv trpí děti ve Fallúdži především srdečními poruchami, jejich počet je údajně až 13krát vyšší než v Evropě, také počet vrozených defektů ve Fallúdži podle místních lékařů vzrostl. Na potvrzení těchto svědectví však chybí jasné důkazy a výzkumy. Irácká vláda přiznává jen přibližně dva až tři případy ročně. Oficiální expertní zprávy, které by ukazovaly nárůst vrozených defektů v oblasti nebo jejich souvislost s použitím munice s ochuzeným uranem, nejsou k dispozici.
Je třeba důrazně upozornit na to, že toto použití jako takové nemá absolutně žádnou souvislost s jaderným využíváním uranu pro výrobu nukleárních zbraní. Důvodem je zde pouze vysoká hustota uranu, pevnost srovnatelná s jeho konkurenčním materiálem wolframem, snadná vznětlivost a relativně nízká cena. Přes poměrně nízkou radioaktivitu 238U však přesto dochází k slabému radioaktivnímu zamoření, míra jeho neškodnosti nebo škodlivosti není dosud dořešena. V posledních letech padlo na Valném shromáždění OSN několik návrhů na prozkoumání účinků zbraní a munice z ochuzeného uranu, které byly přes odpor několika zemí (USA, Izrael, Francie, Česká republika, …) schváleny.
Větší roli přitom hraje ani ne tak radioaktivita ochuzeného uranu (která je nízká, ovšem pokud se dostane dovnitř těla, její účinky jsou vyšší), jako jeho celková toxicita, protože uran stejně jako většina těžkých kovů je pro živé organizmy jedovatý. Jeho velké rozptýlení v prostředí poskytuje možnost dostat se přímo do těla živých organizmů (potravou, pitím nebo vdechnutím). Různé sloučeniny uranu mohou u člověka způsobit problémy ledvin, mozku, jater, srdce i dalších orgánů. V důsledku vdechnutí většího množství fluoridu uranového byly zaznamenány i případy úmrtí.
31. října 2007 první výbor OSN schválil většinou hlasů návrh rezoluce požadující přezkoumání zdravotních rizik zbraní používajících ochuzený uran. Pro bylo 122 zemí, proti 6 (včetně Česka, rozhodnutím Karla Schwarzenberga, které proti jednáním o omezení zbraňových systémů s ochuzeným uranem hlasovala i 5. prosince).